# Jenny Erpenbeck
Jenny Erpenbeck (Berlino Est, 12 marzo 1967) è una scrittrice e regista teatrale tedesca.

## Biografia
Nata a Berlino Est nel 1967, è figlia del filosofo e scrittore John Erpenbeck e della traduttrice Doris Kilias e nipote degli autori Fritz Erpenbeck e Hedda Zinner.
Laureata nel 1985, ha studiato in seguito teatro all'Università Humboldt di Berlino, specializzandosi in regia di musical al conservatorio Hochschule für Musik "Hanns Eisler" per poi lavorare come assistente alla regia e regista freelancer in numerosi teatri.
Parallelamente alla carriera teatrale ha intrapreso dal 1999 una prolifica carriera di scrittrice ottenendo svariati riconoscimenti tra i quali si ricordano l'Independent Foreign Fiction Prize del 2015 con E non è subito sera, il Premio Strega Europeo del 2017 con Voci del verbo andare e l'International Booker Prize nel 2024 con Kairos.

## Opere principali

### Narrativa
- Storia della bambina che volle fermare il tempo (Geschichte vom alten Kind, 1999), Rovereto, Zandonai, 2013 traduzione di Ada Vigliani ISBN 978-88-95538-87-7.
- Tand (2001)
- Wörterbuch (2004)
- Di passaggio (Heimsuchung, 2008), Rovereto, Zandonai, 2011 traduzione di Ada Vigliani ISBN 978-88-95538-61-7.
- Dinge, die verschwinden (2009)
- E non è subito sera (Aller Tage Abend, 2012), Milano, Feltrinelli; Rovereto, Zandonai, 2013 traduzione di Ada Vigliani ISBN 978-88-07-04103-7.
- Voci del verbo andare (Gehen, ging, gegangen, 2015), Palermo, Sellerio, 2016 traduzione di Ada Vigliani ISBN 978-88-389-3542-8.
- Kein Roman. Texte und Reden 1992 bis 2018 (2018)
- Kairos (2021)

### Teatro
- Katzen haben sieben Leben (2000)
- Leibesübungen für eine Sünderin (2003)

## Premi e riconoscimenti

### Vincitrice
- Solothurner Literaturpreis: 2008 alla carriera
- Heimito von Doderer-Literaturpreis: 2008 con Di passaggio
- Schubart-Literaturpreis: 2013
- Independent Foreign Fiction Prize: 2015 con E non è subito sera
- Premio Strega Europeo: 2017 con Voci del verbo andare
- Premio Internazionale di Letteratura Città di Como: 2017  "Libro d'oro dell'anno" con Voci del verbo andare
- Ordine al merito di Germania: 2017
- International Booker Prize: 2024 con Kairos[6]